# 218 (szám)
A 218 (római számmal: CCXVIII) egy természetes szám, félprím, a 2 és a 109 szorzata.

## A szám a matematikában
A tízes számrendszerbeli 218-as a kettes számrendszerben 11011010, a nyolcas számrendszerben 332, a tizenhatos számrendszerben DA alakban írható fel.
A 218 páros szám, összetett szám, azon belül félprím, kanonikus alakban a 21 · 1091 szorzattal, normálalakban a 2,18 · 102 szorzattal írható fel. Négy osztója van a természetes számok halmazán, ezek növekvő sorrendben: 1, 2, 109 és 218.
A 218 négyzete 47 524, köbe 10 360 232, négyzetgyöke 14,76482, köbgyöke 6,01846, reciproka 0,0045872. A 218 egység sugarú kör kerülete 1369,7344 egység, területe 149 301,04927 területegység; a 218 egység sugarú gömb térfogata 43 396 838,3 térfogategység.
A 218 helyen az Euler-függvény helyettesítési értéke 108, a Möbius-függvényé 1, a Mertens-függvényé 3.